# Casino (coquetel)
O Casino é um coquetel cuja receita oficial, segundo a International Bartenders Association, é composta por gim, marasquino, bitter de laranja e suco de limão siciliano.
Este versão do coquetel fez sua primeira aparição em 1909, no livro de coqueteis The Reminder (3rd edition) por Jacob A. Didier.

## Receita
Segundo a IBA, o coquetel é composto de
- 4 cl de gim (Old Tom),
- 1 cl de marasquino
- 1 cl de suco de limão siciliano
- 2 dashes de bitter de laranja

Para preparar o coquetel, deve-se misturar os ingredientes em uma coqueteleira com gelo, coar, e servir num copo de coquetel.
1. ↑  «Brandy Crusta». iba-world.com (em inglês). 29 de abril de 2021. Consultado em 10 de agosto de 2022
2. ↑  author., Thomas, Jerry, 1830-1885,. Jerry Thomas' bartenders guide : how to mix all kinds of plain and fancy drinks. [S.l.: s.n.] OCLC 929591738